# Continental Circus (album)
Continental Circus je studiové album rockové skupiny Gong, vydané v dubnu 1972 u vydavatelství Philips Records. Nahráno bylo na zámku Château d'Hérouville v obci Hérouville v dubnu 1971 a jeho producentem byl Pierre Lattès. Jde o soundtrack ke stejnojmennému filmu režiséra Jérôme Laperrousaze.

## Seznam skladeb
Autorskou všech skladeb je Gilli Smyth.
| Pořadí | Název                              | Délka |
| ------ | ---------------------------------- | ----- |
| 1.     | Blues for Findlay                  | 11:18 |
| 2.     | Continental Circus World           | 4:13  |
| 3.     | What Do You Want?                  | 9:04  |
| 4.     | Blues for Findlay (instrumentální) | 9:38  |

## Obsazení
- Daevid Allen – kytara, zpěv
- Didier Malherbe – saxofon, flétna
- Gilli Smyth – zpěv, hlasy
- Christian Tritsch – baskytara
- Pip Pyle – bicí